# Nathanael Greene Herreshoff

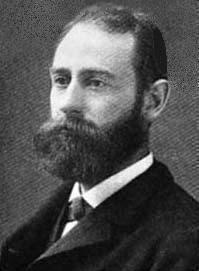
Nathanael G. Herreshoff, c.1898.

Nathanael Greene Herreshoff (Bristol, 18 de março de 1848 — Bristol, 2 de junho de 1938) foi um dos arquitetos navais mais famosos do final do século XIX e princípios do século XX, e um dos nomes mais associados à America's Cup.

## A Herreshoff Manufacturing Company
Nascido em 1848 em Bristol, no estado norte-americano de Rhode Island, demonstrou desde cedo um grande entusiasmo pelos temas náuticos, barcos e navegação.
Começou a trabalhar ainda novo na Corliss Steam Engine Company de Providence, antes de se associar ao seu irmão John (cego de nascença) que tinha um pequeno estaleiro em Bristol, e juntos fundaram a Herreshoff Manufacturing Company. 
O estaleiro dos irmãos Herreshoff teve na construção de rápidos navios a vapor, muito apreciados, sobretudo pela Marinha norte-americana, a sua primeira afirmação de exccelência na construção naval.
Os irmãos construíram o primeiro torpedeiro da US Navy e especializaram-se na construção de embarcações ligeiras com técnicas inovadoras para a época.
Em 1891, Nathanael desenhou o seu primeiro iate, o Gloriana, de 21,3 metros, cujo casco de 13,7 metros de comprimento na linha de água, e com umas linhas especialmente estilizadas revolucionou o design dos iates de regatas daquele tempo.
De 1863 a 1945, a Herreshoff Manufacturing Company, construiu grandes iates que se consideram os melhores do mundo. Foram barcos idealizados num período em que o design náutico atravessava a fronteira entre a intuição, os conhecimentos tradicionais e a engenharia resultante dos progressos na hidrodinâmica e na tecnologia de construção.

## A Taça América
No final do século a Herreshoff Manufacturing Company virou a sua produção para os veleiros na sequência do sucesso do Gloriana. Mas seria com a encomenda do defensor da Taça América Vigilant, que venceu, batendo o Valkyrie II de Lorde Dunravem, em 1893, que a reputação do Capitão Nat ficaria definida, bem como a sua ligação à Taça.
Os irmãos Herreshoff construíram uma série de iates impressionantes que disputaram a America’s Cup com uma superioridade absoluta: o Defender enfrentou o Valkyrie III, em 1895; o Columbia, o Shamrock I, em 1899, e o Shamrock II, em 1901; o Reliance rivalizou com o Shamrock III, em 1903, e o Resolute enfrentou o Shamrock IV, em 1920. Os iates de Herreshoff venceram todos os desafios sem perderem uma única regata das três que compunham nessa altura a final. 
Estes barcos que venceram os quatro primeiros iates da saga dos Shamrock revelaram-se um autêntico tormento para Sir Thomas Lipton, o armador britânico que perdeu todos os seus desafios e que passou à história como o grande perdedor da America’s Cup.

## A herança
Depois da morte de Nathanael G. Herreshoff, em 1938, o seu nome transformou-se num lenda da vela e consideraram-se os seus barcos como autênticas jóias do design de iates de elite. Em 1971, dado o interesse mundial pela recuperação de barcos clássicos e pela essência da vela tradicional, dois descendentes do arquitecto norte-americano, Sidney DeWolf Herreshoff e Rebbeca Chase Herreshoff, decidiram fundar o Herreshoff Marine Museum no mesmo local onde estivera instalado o estaleiro Herreshoff Manufacturing Company. Construiu-se o museu para exibir em exclusivo as realizações do estaleiro e do seu fundador, uma parte fundamental do património tradicional da vela norte-americana. 
Neste museu podemos apreciar o Sprite, o iate privado mais antigo que existe actualmente nos Estados Unidos; o Reliance, o maior dos iates construídos para participarem na America’s Cup; o dinghy Prestige; e os iates de regatas Nathanael, Defiant e Clara, este último o barco pessoal de Nathanael Herreshoff.
Um dos tesouros incontestáveis do museu é o totalmente restaurado Aria, considerado por muitos especialistas como o iate com o casco mais belo da história, e o preferido do arquitecto norte-americano. Também está exposto ao público, totalmente restaurado, o casco do Torch, um pequeno iate de cruzeiro em que se pode apreciar a beleza delicada dos interiores desenhados por Herreshoff e os cascos dos primeiros veleiros de patilhão construídos nos Estados Unidos.
Lado a lado com os veleiros, estão patentes o primeiro torpedeiro construído para a US Navy; as inovadoras máquinas de vapor ultraligeiras e uma série de aparelhos e de outros inventos que caracterizaram a actividade dos irmãos Herreshoff e da sua empresa.
Uma das salas mais interessantes para os técnicos é a que exibe 533 maquetas utilizadas pelo arquitecto para desenhar os seus barcos. Construía-as previamente, enquanto traçava os planos, para discutir com o armador detalhes relativos ao desenho das linhas gerais do barco e que depois serviam de referência aos carpinteiros navais para construírem a embarcação. Estas maquetas são, só por si, autênticas obras de arte.

## Ligações Externas
- Site oficial (em inglês)